# U zlatého slunce
U zlatého slunce je opera o jednom dějství českého skladatele Josefa Bartovského na libreto, které napsal Karel Leger na námět své stejnojmenné veršované povídky z roku 1890. Je to Bartovského první opera a napsal ji v době svého učitelského působení v Němčovicích (1906–1912). Poprvé ji uvedl roku 1911 Spolek divadelních ochotníků v městě Radnicích. Řídil skladatel, režii měl jako host plzeňský herec a režisér Vendelín Budil a večer byl uveden Vrchlického aktovkou Závěť Lukavického pána. Podle zápisů obce Němčovice o Bartovském, „[p]řestože jeho operní prvotina bylo dílo nedokonalé, působila potěšení divákům i účinkujícím a dokladuje plodnost jeho němčovického působení“.

## Děj opery
Opera se odehrává ve svobodnickém hostinci „U zlatého slunce“ pod Křečhoří 18. června 1757, v den bitvy u Kolína. Hostinského syn Václav se kdysi zamiloval do Apoleny, dcery radimského správce Luňáka, ale jejich vztah vyšel najevo a správce nařídil Václavovo naverbování k vojsku. Svou dceru chce prodat za obstarožního písaře z Kolína Tadyáše Zobla. Právě s dcerou a nastávajícím zetěm projíždí kolem hostince, když začíná prusko-rakouská bitva. Kočár se převrátí a všichni tři, vyděšeni událostmi (nejvíce písař), hledají útočiště v hostinci. Zatím venku zuří bitva, úspěch stran se střídá. Jako důstojník rakouského vojska se doma objeví po dlouhé době Václav, raněný v bitvě, a radostně se shledává se svou milou. Později krčma na chvíli hostí samotného pruského krále Bedřicha Velikého, který však musí kvůli nepříznivému zvratu místo spěšně opustit, dokonce zde zanechá klobouk a kabát. Hostinský si všimne, že správce vypadá velmi podobně jako král, a využije toho. Když záhy vpadnou do hostince pruští vojáci, aby ho ještě před ústupem vyrabovali, pokyn správce oblečeného do Bedřichových svršků stačí, aby táhli jinam. Po vítězství rakouských vojsk do hostince zavítá i generál Hadík, pochválí Václava za statečnost a na hochovu žádost se místo udělení vojenské medaile zasadí o to, aby si mohl vzít Apolenu.